# Рихтер, Майке
Ма́йке Ри́хтер (нем. Maike Richter, также Ма́йке Коль-Ри́хтер, нем. Maike Kohl-Richter; род. 1964, Зиген, Германия) — немецкая экономистка и журналистка, сотрудница министерства экономики Германии, вдова бывшего федерального канцлера Германии Гельмута Коля.

## Биография
Изучала экономику в Мюнхене, в Институте экономических исследований. В 1994—1998 годах работала в отделе народного хозяйства администрации Гельмута Коля, готовила тексты его выступлений на экономические темы. После победы Герхарда Шрёдера на очередных выборах канцлера перешла на работу финансовым экспертом под началом Фридриха Мерца. Состоит в политической партии ХДС. В настоящее время заведует региональной экономической политикой и планированием в федеральном министерстве экономики.
По собственному признанию состояла в близких отношениях с Гельмутом Колем с 2005 года. 8 мая 2008 года Рихтер официально вышла замуж за бывшего канцлера Германии Гельмута Коля, с которым познакомилась ещё в 2004 году. Вальтер и Петер, сыновья Коля от брака с Ханнелоре Реннер, покончившей с собой в 2001 году, на свадьбу отца не приехали. По многочисленным свидетельствам, Майке Коль-Рихтер взяла на себя всю заботу о старевшем муже и одновременно получила контроль над ним, при этом изолировав бывшего федерального канцлера от его прежнего окружения, и возвела непреодолимую стену даже в отношениях с сыновьями.

## Разбирательства
Майке проиграла суд о компенсации за несанкционированную публикацию мемуаров Гельмута Коля на основе бесед с ним . То есть Верховный суд поддержал решение суда Кёльна по делу о книге «Население. Протоколы Коля», которая увидела свет в 2014 году. Тогда автор книги Герберт Шван не согласовал цитаты с Колем из-за ссоры. Политик отсудил компенсацию в миллион евро, но не успел её получить. Средства хотела унаследовать Майке.

## Публикации
- Der Aufbau wirtschaftsnaher kommunaler Infrastruktur im Transformationsprozess vom System zentraler Planwirtschaft zum dezentralen und marktwirtschaftlichen System, Ifo-Institut für Wirtschaftsforschung, 1996 (нем.)
- Die Effizienz der finanzpolitischen Fördermassnahmen in den neuen Bundesländern, Ifo-Institut für Wirtschaftsforschung, 1994 (нем.)
- Herstellungskosten und Folgelasten kommunaler Investitionen, Ifo-Institut für Wirtschaftsforschung (нем.)